# Почесні громадяни Волині
Лауреати звання "Почесний громадянин Волині":
Звання "Почесний громадянин Волині" встановлено рішенням обласної ради від 18 серпня 2000 року.
2005 рік 
1. Баламут Олександр Миколайович, заслужений тренер України.
2006 рік 
2. Дремух Дмитро Сергійович, лікар Ківерцівської центральної районної лікарні.
2007 рік
3. Кривенький Степан Федорович, композитор – посмертно.
4. Лещук Євгенія Степанівна, лікар-науковець, громадська діячка, поетеса.
2008 рік
5. Сверстюк Євген Олександрович, письменник, громадський діяч.
6. Гуртовий Григорій Олександрович, краєзнавець, засновник Торчинського народного музею.
7. Артемчук Галік – професор, академік Академії педагогічних наук, заслужений працівник освіти, ректор Київського національного лінгвістичного університету, який підтримує тісні контакти з Волинню, є активним членом Волинського братства у Києві.
2009 рік
8. Курдельчук Данило Маркович – голова Міжнародного громадського об’єднання «Волинське братство», президенту Української іноземної юридичної колегії;
9. Бондарчук Андрій Іванович – журналіст, письменник, народний депутат України першого скликання, керівник Волинської асоціації народних депутатів, голова Волинського братства імені Святого Апостола Андрія Первозванного.
2010 рік
10. Влодек Петро Афанасійович – доктор богослов’я, Почесний ректор Волинської духовної семінарії.
11. Карл Герман – почесний професор Волинського національного університету імені Лесі Українки, Луцького національного технічного університету та Волинського інституту економіки і менеджменту, голова товариства «Мости дружби в Україну».
2011 рік
12. Слапчук Василь Дмитрович - письменник.
2017 рік
13. Твердохліб Олег Анатолійович – воїн батальйону "Айдар", голова громадської спілки «Спілка воїнів АТО Волині». Посмертно.